# Dainius Šalenga

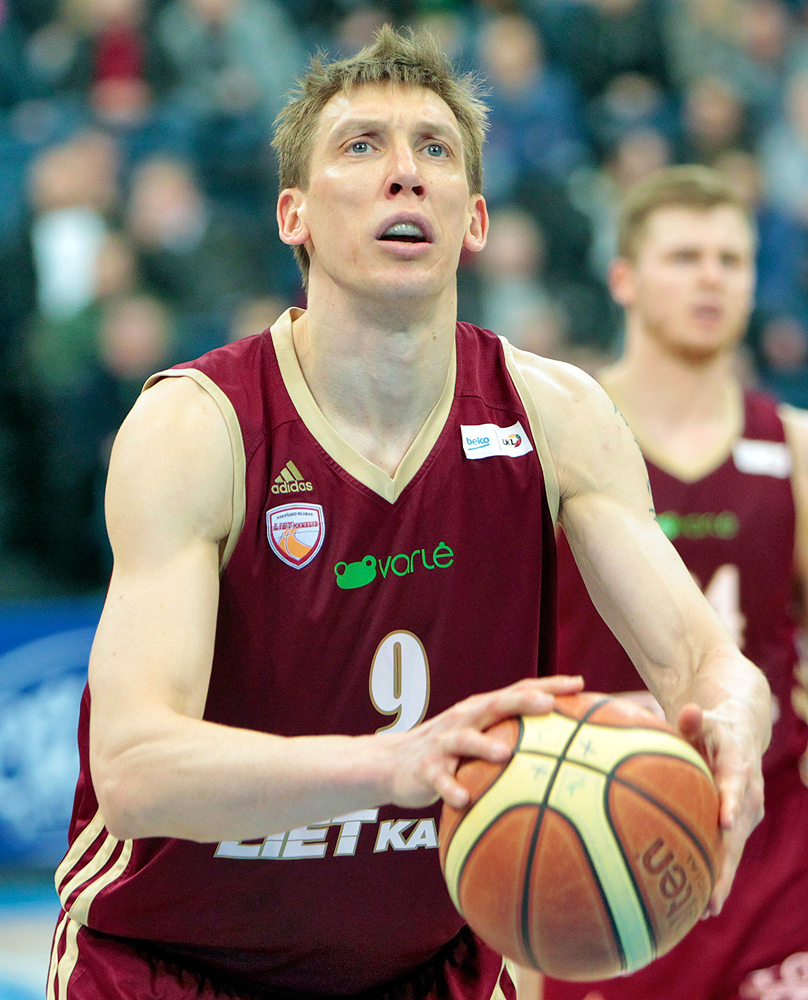

Dainius Šalenga (15 d'abril, 1977 a Varėna, comtat d'Alytus) és un jugador de bàsquet professional de Lituània.
Amida 1.97 m i juga a la posició d'escorta. Ha destacat al Žalgiris Kaunas i a l'Akasvayu Girona, club on milità dues temporades i guanyà la FIBA EuroCup de l'any 2007. Amb la selecció lituana disputà els Jocs Olímpics d'Estiu de 2004 i guanyà la medalla d'or al Campionat d'Europa del 2003.

## Trajectòria esportiva
- 1990-2000 Sakalai Vilnius
- 2000-2005 Žalgiris Kaunas
- 2005-2007 CB Girona
- 2007-avui Žalgiris Kaunas